# 普特諾克
普特諾克是匈牙利的城鎮，位於該國東北部，距離首府首府米什科爾茨40公里，由包爾紹德-奧包烏伊-曾普倫州負責管轄，面積34.73平方公里，2011年人口6,743，其中約一半居民信奉天主教。

## 外部連結
- Official site （页面存档备份，存于）

48°18′N 20°26′E / 48.300°N 20.433°E